# Сенська Драга
44°58′ пн. ш. 14°58′ сх. д. / 44.97° пн. ш. 14.96° сх. д.
Сенська Драга (хорв. Senjska Draga) — населений пункт у Хорватії, в Лицько-Сенській жупанії у складі міста Сень.

## Населення
Населення за даними перепису 2011 року становило 85 осіб.
Динаміка чисельності населення поселення:

## Клімат
Середня річна температура становить 8,16 °C, середня максимальна – 20,06 °C, а середня мінімальна – -4,44 °C. Середня річна кількість опадів – 1481 мм.
| Клімат поселення                              | Клімат поселення | Клімат поселення | Клімат поселення | Клімат поселення | Клімат поселення | Клімат поселення | Клімат поселення | Клімат поселення | Клімат поселення | Клімат поселення | Клімат поселення | Клімат поселення | Клімат поселення |
| Показник                                      | Січ.             | Лют.             | Бер.             | Квіт.            | Трав.            | Черв.            | Лип.             | Серп.            | Вер.             | Жовт.            | Лист.            | Груд.            |                  |
| Середній максимум, °C                         | 5,65             | 5,50             | 7,41             | 11,16            | 16,12            | 19,84            | 20,06            | 19,85            | 15,90            | 11,78            | 6,98             | 4,68             |                  |
| Середня температура, °C                       | 0,67             | 0,53             | 2,44             | 6,19             | 11,14            | 14,86            | 17,20            | 17,00            | 13,06            | 8,92             | 4,12             | 1,83             |                  |
| Середній мінімум, °C                          | −4,29            | −4,44            | −2,55            | 1,21             | 6,17             | 9,88             | 14,35            | 14,15            | 10,20            | 6,06             | 1,27             | −1,02            |                  |
| Норма опадів, мм                              | 106              | 106              | 112              | 124              | 105              | 116              | 74               | 97               | 139              | 167              | 186              | 149              |                  |
| Середньомісячна швидкість вітру, м/с          | 3.96             | 4.05             | 3.99             | 3.65             | 3.34             | 3.15             | 3.04             | 3.06             | 3.39             | 3.77             | 4.24             | 4.35             |                  |
| Середньомісячна сонячна радіація, кДж/м²·день | 4505             | 7267             | 10574            | 15062            | 19373            | 20882            | 22937            | 19445            | 14277            | 9311             | 4931             | 3824             |                  |
| --------------------------------------------- | ---------------- | ---------------- | ---------------- | ---------------- | ---------------- | ---------------- | ---------------- | ---------------- | ---------------- | ---------------- | ---------------- | ---------------- | ---------------- |
| Джерело:                                      |                  |                  |                  |                  |                  |                  |                  |                  |                  |                  |                  |                  |                  |